# Pe Ell
Pe Ell az Amerikai Egyesült Államok északnyugati részén, Washington állam Lewis megyéjében elhelyezkedő város. A 2010. évi népszámlálási adatok alapján 632 lakosa van.

## Története
A település első lakója valószínűleg Pierre Charles szőrmekereskedő volt. Egyes források szerint a Pe Ell név az ő és felesége keresztnevei kezdőbetűinek (P és L) összevonásával keletkezett, míg mások szerint az őslakosok a Pierre-t Pe Ellnek ejtették. Az első telepesek az 1855-ben Ausztriából érkező Joseph és Karoline Mauermann, valamint nyolc gyerekük voltak. A későbbi bevándorlók többsége lengyel volt, de érkeztek még németek, osztrákok és svájciak is.
A Northern Pacific Railroad 1892-ben megnyílt vasútvonala mellett fűrészüzemek létesültek.
Pe Ell 1906. március 9-én kapott városi rangot.

## Népesség
A 2010-es népszámláláskor a városnak 632 lakója, 259 háztartása és 169 családja volt. A népsűrűség 413,1 fő/km2. A lakóegységek száma 290, sűrűségük 189,5 db/km2. A lakosok 91,3%-a fehér, 0,2%-a afroamerikai, 3,2%-a indián,   1,7%-a egyéb, 3,6%-a pedig kettő vagy több etnikumú. A spanyol vagy latino származásúak aránya 4,3% (   )
A háztartások 32,8%-ában élt 18 évnél fiatalabb. 49% házas, 10,4% egyedülálló nő, 5,8% egyedülálló férfi, 34,7% pedig nem család. 26,6% egyedül élt; 12,8%-uk 65 éves vagy idősebb. Egy háztartásban átlagosan 2,44 személy élt; a családok átlagmérete 2,91 fő.
A medián életkor 40 év volt. A város lakóinak 25%-a 18 évesnél fiatalabb, 7,2% 18 és 24 év közötti, 23,4%-uk 25 és 44 év közötti, 26,6%-uk 45 és 64 év közötti, 17,7%-uk pedig 65 éves vagy idősebb. A lakosok 49,7%-a férfi, 50,3%-a pedig nő.